# Assassin’s Creed Rogue
Az Assassin’s Creed Rogue akció-kalandjáték, amit a Ubisoft Sofia fejlesztett és a Ubisoft adott ki. Ez az Assassin’s Creed sorozat hetedik fő játéka, a cselekménye a 2013-as Assassin’s Creed IV: Black Flag és a 2012-es Assassin’s Creed III között játszódik, a játék utolsó küldetése egyben a 2014-ben megjelent Assassin’s Creed Unity prológusa. Ez az utolsó olyan Assassin’s Creed-játék amit még PlayStation 3 és Xbox 360 konzolokra is kiadtak. A játék először PlayStation 3 és Xbox 360 konzolokra jelent meg 2014 novemberében, kivéve Észak-Amerikában, Óceániában, Európában és Japánban, ahol csak 2014 decemberében, és Windowsra pedig 2015. március 10-én jelent meg. Később, 2018. március 20-án egy feljavított verzió PlayStation 4 és Xbox One konzolokra is megjelent. A játékot a Black Flaggel egybecsomagolva Nintendo Switch konzolra is kiadták az Assassin’s Creed: The Rebel Collection részeként 2019. december 6-án. 
A cselekmény egy kitalált történet, ami valós eseményeken alapszik, és követi a századok óta dúló háborút az asszaszinok, és templomosok között. A történet egy Shay Patrick Cormac nevű asszaszinból templomossá lett embert mutat be, aki levadássza a régi társait a testvériségből, miután elárulja őket. A játékmenet a Rogue-ban nagyon hasonlít a Black Flagére, keveréke a hajós, és a szárazföldi hátulnézetes felfedezésnek, csupán néhány új dologgal bővítve azt.

## Fordítás
Ez a szócikk részben vagy egészben  az   Assassin's Creed Rogue című angol Wikipédia-szócikk ezen változatának fordításán alapul.  Az eredeti cikk szerkesztőit annak laptörténete sorolja fel. Ez a jelzés csupán a megfogalmazás eredetét és a szerzői jogokat jelzi, nem szolgál a cikkben szereplő információk forrásmegjelöléseként.